# McCormick Tribune Plaza & Ice Rink

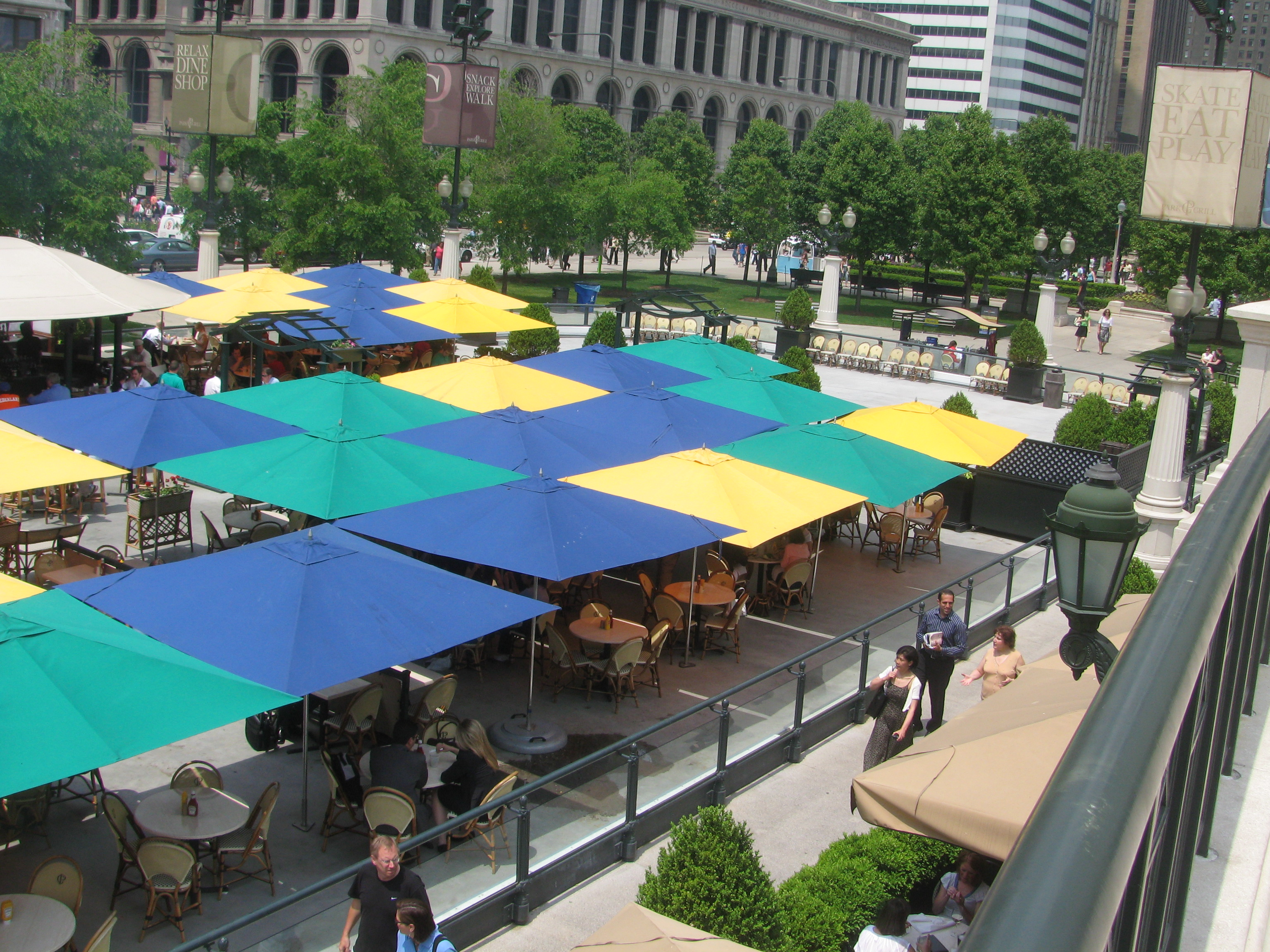
La plus grande terrasse de la ville durant l'été.

Le McCormick Tribune Plaza & Ice Rink ou simplement McCormick Tribune Plaza est une place polyvalente située au sein du Millennium Park, dans le secteur communautaire du Loop à Chicago (Illinois, États-Unis). Elle se trouve sur l'AT&T Plaza, entre le Wrigley Square au nord, la Crown Fountain au sud, la Cloud Gate à l'est, et Michigan Avenue à l'ouest.
Le McCormick Tribune Plaza & Ice Rink est un espace destiné à la détente qui se transforme en patinoire durant l'hiver et comprend un restaurant avec une grande terrasse et un espace d'exposition en plein air pour les Chicagoans et les nombreux touristes qui visitent la ville tout au long de l'année. Le 20 décembre 2001, le McCormick Tribune Plaza est devenu la première attraction du Millennium Park à être ouverte au public.  Le financement du projet provient principalement d'une donation du McCormick Tribune Foundation. Au total, c'est pas moins de 3,2 millions de dollars qui ont été investis pour permettre la création du McCormick Tribune Plaza, qui est aujourd'hui l'une des principales attractions de Grant Park.

## Description
Connue sous le nom de McCormick Tribune Ice Rink durant l'hiver, la terrasse de restaurant se transforme en une patinoire extérieure gratuite et publique qui est généralement ouverte durant une période d'environ quatre mois chaque année, à partir de la mi-Novembre jusqu'à la mi-Mars et accueille plus de 100 000 patineurs annuellement,. Il est connu comme étant l'un des meilleurs endroits en plein air où l'on peut regarder les touristes et les familles de Chicago s'amuser durant les mois d'hiver. Il est géré par le Département des affaires culturelles de la ville de Chicago (Chicago Department of Cultural Affairs). La plupart des autres grandes patinoires publiques de Chicago sont prises en charge par le Chicago Park District. 
Le reste de l'année, ce lieu qui sert de patinoire est transformé en terrasse de restaurant et devient avec ses 150 places la plus grande terrasse extérieure à Chicago, où de nombreuses personnes viennent pour manger et se détendre quotidiennement. Elle accueille aussi divers événements culinaires ainsi que des représentations musicales par des artistes locaux durant ses mois estivaux.

## Galerie d'images

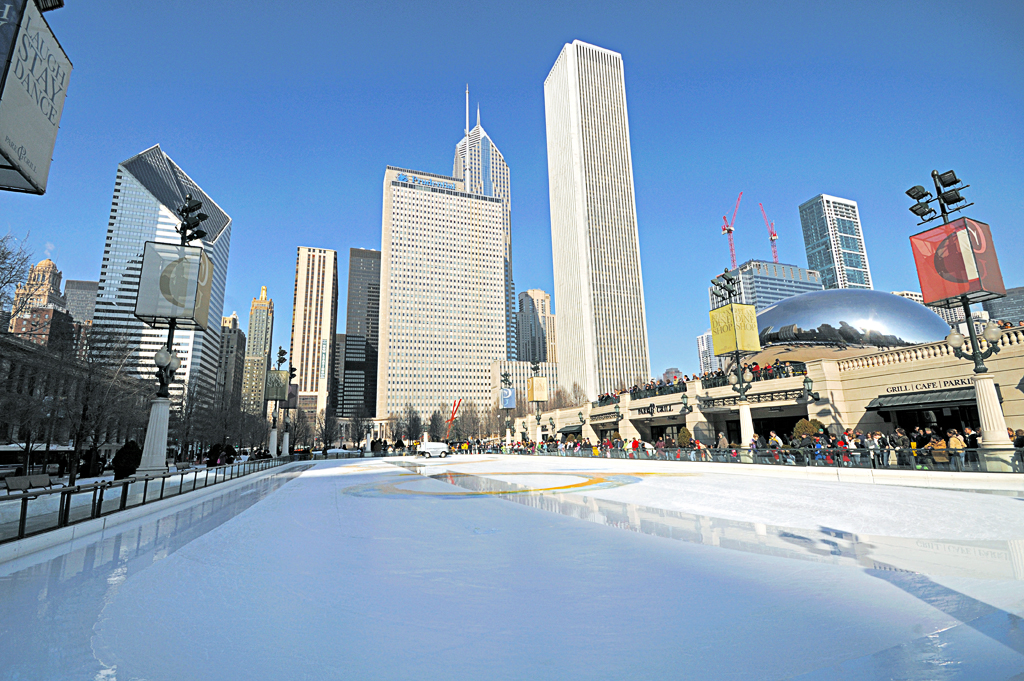
Patinoire du Tribune Plaza.
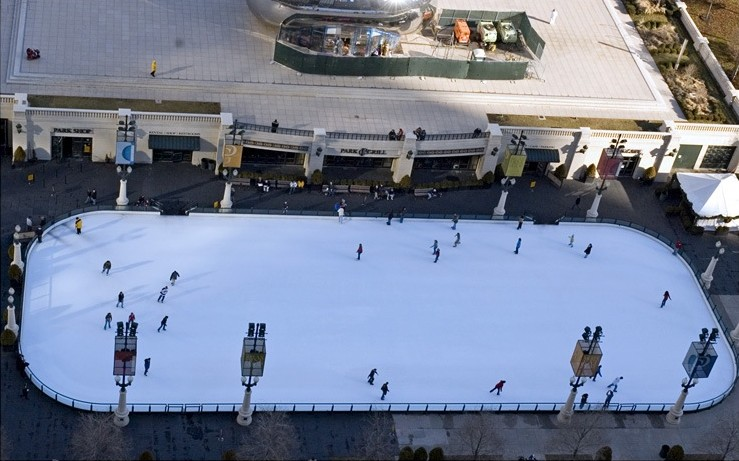
Vue sur la patinoire avec la Cloud Gate en haut.
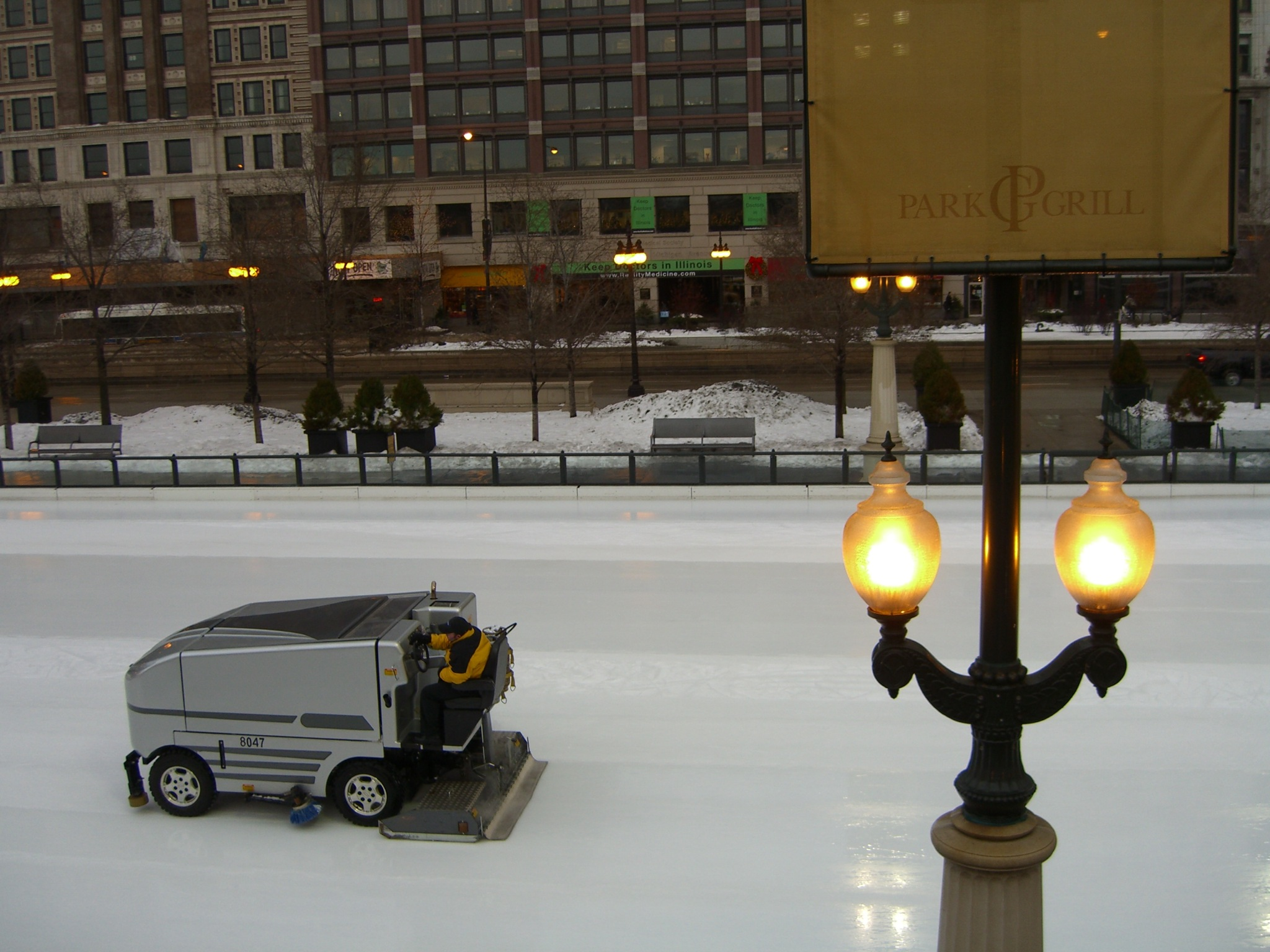
Entretien de la patinoire.
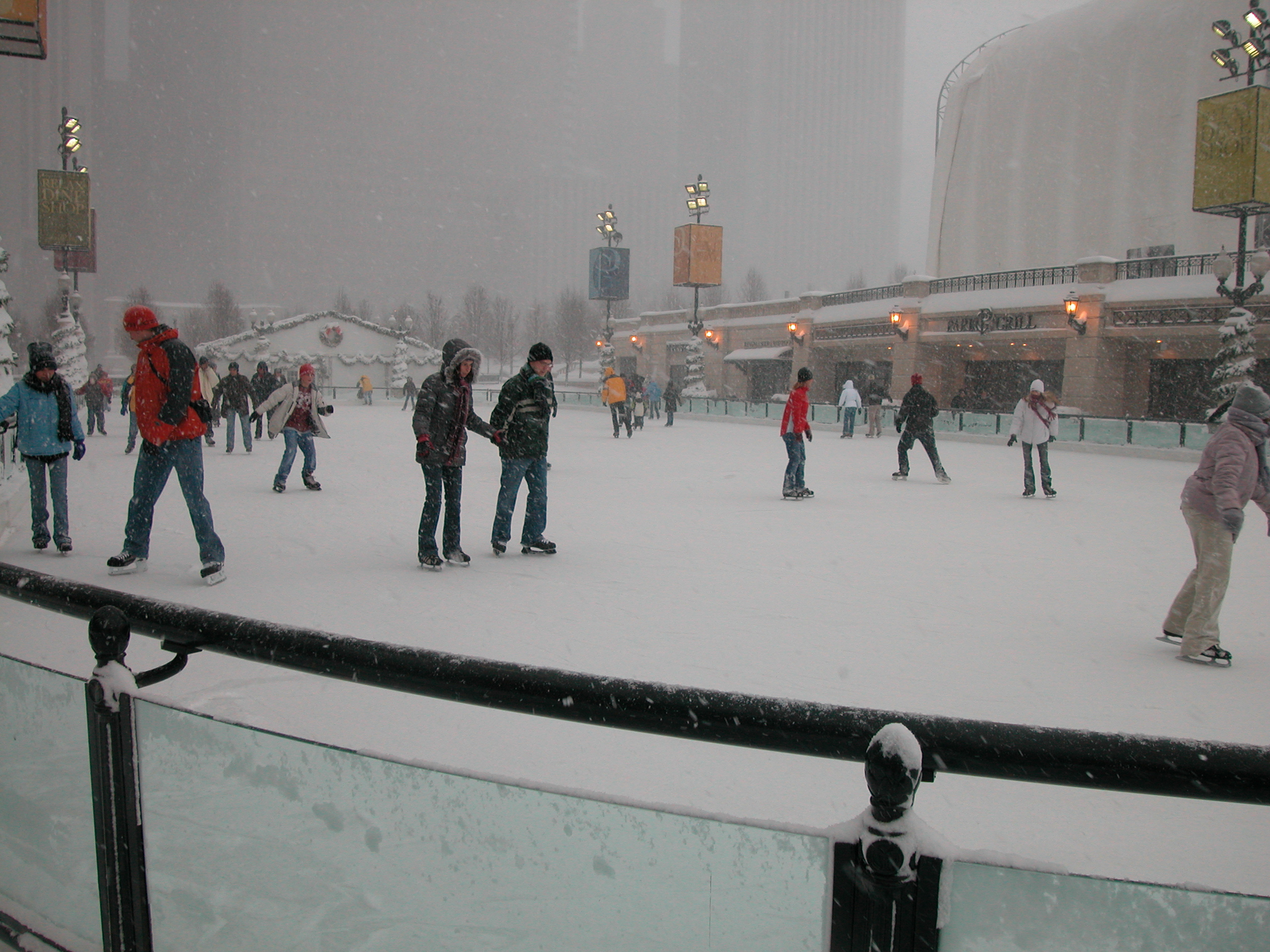